# Бёюк-Пирали
Бёюк-Пирали (азерб. Böyük Pirəlli) — село в Габалинском районе Азербайджана.

## Расположение
Село расположено в 9 километрах к юго-западу от города Габала, на  берегу реки Топаланчай.

## Население
В Кавказском календаре за 1856 год село расположенное в Куткашинском магале именуется Беюкъ-Пиралы, население азербайджанцы, по принятой тогда терминологии называемые татарами, говорящие по азербайджански (в источнике по татарски) и являющиеся мусульманами-суннитами.
Согласно данным Азербайджанской сельскохозяйственной переписи 1921 года Беюк-Пирали насчитывавший 66 хозяйств входил в состав Султан-Нухинского сельского общества. Населяли  село 274 человек, преимущественно тюрки-азербайджанцы (то есть азербайджанцы).